# Grodno
Grodno (belorusko Гродна, Grodna, rusko Гродно, Grodno, poljsko Grodno, litovsko Gardinas) je mesto v zahodni Belorusiji ob reki Nemen, oddaljeno okoli 300 km od beloruske prestolnice Minsk. Od meje s Poljsko je oddaljeno 15 km in od meje z Litvo 30 km. Leta 2019 je imelo 373.547 prebivalcev. Grodno je središče Grodnenske oblasti in Grodnenskega rajona.

## Zgodovina
Velika litovska kneževina 1391–1569

 del Velike litovske kneževine v   Republiki obeh narodov 1569–1795

 Ruski imperij 1795–1917

 Beloruska demokratska republika 1918–1919

 Druga poljska republika 1919–1939

 Sovjetska zveza 1939–1941

 Nacistična Nemčija 1941–1944

 Sovjetska zveza 1944–1991

/ Belorusija 1991–danes

Sodobno Grodno se je razvilo iz majhne trdnjave in utrjene trgovske postaje, ki so ju vzdrževali ruriški knezi na meji z baltsko plemensko zvezo Jotvingov. Grodno je bilo prvič omenjeno leta 1005.
Mesto je bilo uradno ustanovljeno leta 1127. V tistem letu je bilo v Primarni kroniki omenjeno kot Groden in umeščeno na križišče številnih trgovskih poti. Kot litovslo naselje je bilo ustanovljeno verjetno že v poznem 10. stoletju in postalo glavno mesto komaj dokazane kneževine, v kateri so vladali vnuk Jaroslava Modrega in njegovi potomci.
Grodno in Navagrudak sta veljali za glavni mesti na zahodnih mejah Črne Rutenije. Obmejno območje je bilo sosed  Velike litovske kneževine. Pogosto so ga napadali različni zavojevalci, predvsem tevtonski vitezi. V letih 1240–1250 so območju Grodna in večini Črne Rutenije vladali knezi litovskega porekla in na teh ozemljih oblikovali baltsko državo Veliko litovsko kneževino, ki je bila od leta 1385 del poljsko-litovske Republike obeh narodov. Po vstajah Prusov proti Tevtonskemu viteškemu redu je veliko  Prusov dobilo zatočišče v regiji. Slavni litovski veliki knez Vitautas je bil od leta 1376 do 1392 knez Grodna in se tam pripravljal na bitko s tevonskimi vitezi  pri Grunwaldu leta 1410. Od leta 1413 je bilo Grodno upravno središče okraja v Trakajskem vojvodstvu.

### Poljsko-litovska Republika obeh narodov
Da bi pomagali obnoviti mednarodno trgovanje so litovski veliki knezi leta 1389 dovolili ustanovitev judovske občine v Grodnu. Bila je ena prvih judovskih skupnosti v Veliki kneževini. Leta 1441 je mesto dobilo magdeburške mestne pravice.
Kot pomembno trgovsko in kulturno središče je bilo Grodno pomembno kraljevo mesto in ena od kraljevih rezidenc in političnih središč Poljsko-litovske skupne države. Stari in Novi grad so pogosto obiskovali monarhi, vključno s slavnim poljskim kraljem Štefanom Báthoryjem, ki je tam uredil svojo rezidenco in tam tudi umrl. V mestu je umrl tudi kralj Kazimir IV. Jagelo. Grodno je bilo eno od krajev, kjer so potekali sejmi (skupščine) Poljsko-litovske skupne države, vključno z zadnjim v zgodovini skupne države leta 1793.
Med veliko severno vojno sta bili leta 1706 in 1709 v bližini mesta dve veliki bitki.
Po drugi delitvi poljsko-litovske skupne države in kasnejši upravni reformi njenega preostalega dela je Grodno leta 1793 postalo glavno mesto kratkotrajnega Grodnenskega vojvodstva.
Leta 1795 je v tretji delitvi Poljske mesto priključila Rusija. Prav v Novem gradu je 25. novembra tistega leta odstopil zadnji poljski kralj in litovski veliki knez Stanislav Avgust Poniatowski. V Ruskem imperiju je mesto od leta 1801 še naprej služilo kot sedež gubernije Grodno. Industrijske dejavnosti, ki jih je v poznem 18. stoletju začel Anton Tizenhaus, so se še naprej razvijale.
Med januarsko vstajo (1863–1864) je bil v Grodnu aretiran in do izgona v Ufo zaprt grof Aleksander Bisping.
Tako kot številna druga mesta v vzhodni Evropi je imelo Grodno pred holokavstom veliko judovskega prebivalstva. Po ruskem popisu prebivalstva leta 1897 je bilo od 46.900 prebivalcev kar 22.700 Judov (okoli 48 % ali skoraj polovica celotnega prebivalstva).

### Prva svetovna vojna in medvojna Poljska
Po izbruhu prve svetovne vojne je Grodno 3. septembra 1915 zasedla Nemčija in ga po Brestlitovskem sporazumu leta 1918 prepustila boljševiški Rusiji. Po vojni je nemška vlada dovolila, da se tam ustanovi kratkotrajna država Beloruska ljudska republika, prva z beloruskim imenom. Republika  je marca 1918 v Minsku razglasila neodvisnost od Rusije, potem pa je morala Rada (Državni svet) republike zapustiti Minsk in pobegniti v Grodno. Vojaška oblast v Grodnu je ves čas ostala v nemških rokah.
Po izbruhu poljsko-sovjetske vojne so se nemški poveljniki zbali, da bo mesto padlo v roke Sovjetske Rusije, zato so 27. aprila 1919 prenesli oblast na Poljsko, ki je le nekaj mesecev prej ponovno pridobila neodvisnost. Mesto je naslednji dan zasedla poljska vojska in v mestu vzpostavila poljsko upravo. Rdeča armada je poskušala v tako imenovani prvi bitki za Grodno 17.-20. julija 1920 zavzeti mesto, vendar je bitko izgubila.
Mesto je zase zahtevala tudi litovska vlada, potem ko je bilo s sovjetsko-litovsko pogodbo, podpisano 12. julija 1920 v Moskvi, dogovorjeno, da bo mesto preneseno v Litvo. Ti načrti so zaradi sovjetskega poraza v bitki za Varšavo zastareli in litovska oblast v mestu ni bila nikoli vzpostavljena. Namesto tega je Rdeča armada v mestu organizirala svojo zadnjo postojanko in se tam obdržala, dokler ni poljska vojska po bitki pri Nemenu 23. septembra 1920  ponovno zavzela mesta. Po mirovnem sporazumu iz Rige je Grodno ostalo Poljski.
Grodno je sprva nazadovalo zaradi dejstva, da je ostalo le glavno mesto okrožja, medtem ko je bilo glavno mesto vojvodstva prestavljeno v Białystok. V poznih 1920. letih je kljub temu postalo sedež ene od največjih garnizij poljske vojske. Lokalno gospodarstvo je začelo oživljati. Mesto je bilo tudi pomembno središče judovske kulture, saj so približno 37 % mestnega prebivalstva predstavljali Judi. Poljaki so predstavljali 60 % prebivalcev Grodna.

### Druga svetovna vojna
Med poljsko obrambno vojno od septembra do oktobra 1939 so se iz grodnenskega grnizona formirale številne vojaške enote,  ki so se borile proti Wehrmachtu. Med sovjetsko invazijo na Poljsko, ki se je začela 17. septembra 1939, so v mestu potekali hudi boji med sovjetskimi in improviziranimi poljskimi silami, sestavljenimi večinoma iz pohodnih bataljonov in prostovoljcev. Med bitko za Grodno 20.–22. septembra 1939 je Rdeča armada, po poljskih virih, izgubila nekaj sto mož. Po sovjetskih virih je imela  57 ubitih in 159 ranjenih. Uničenih ali poškodovanih je bilo 19 tankov in 4 oklepni transporterji. Poljska stran je utrpela vsaj 100 ubitih vojakov in civilistov. Natančne številke niso znane, ker so v različnih virih zelo različne. Ostanki poljske vojske so se umaknili v Litvo.
Grodno je v skladu s paktom Molotov–Ribbentrop, sklenjenim avgusta 1939, pripadlo Sovjetski zvezi in bilo vključeno v Belorusko sovjetsko socialistično republiko. Več tisoč Poljakov je bilo izgnanih v oddaljene pokrajine Sovjetske zveze. 23. junija 1941 so mesto okupirali Nemci in ga obdržali do 16. julija 1944. Preživeli zaporniki v grodnenskem zaporu so bili po osvoboditvi mesta osvobojeni. Med nemškim napadom na Sovjetsko zvezo so nacisti večino Judov zaprli v grodnenski geto in jih kasneje v taboriščih smrti pomorili. Med vojno je bil v Grodni nemški zapor.
Od leta 1945 je mesto središče ene od oblasti Beloruske SSR, zdaj neodvisne Republike Belorusije. Večina Poljakov je bila v letih 1944–1946 in 1955–1959 izgnana ali je zbežala na Poljsko. Poljaki so kljub temu še vedno druga najštevilčnejša narodnost v mestu (25 %), takoj za Belorusi (60 %).

### Judovska skupnost
Judje so se začeli v Grodno naseljevati v 14. stoletju s soglasjem litovskega velikega kneza Vitautasa. Kasneje se je njihov status večkrat spremenil. Leta 1495 so bili izgnani iz mesta in dobili prepoved naseljevanja v Grodnu. Prepoved je bila leta 1503 preklicana. Leta 1560 je bilo v Grodnu 60 judovskih družin. Skoncentrirani so bili v "judovski ulici" in imeli sinagogo in svojo bolnišnico. Veliko sinagogo v Grodnu je leta 1578 zgradil rabin Mordekai Jaffe (Baal ha-Levuš). Sinagoga je bila močno poškodovana v požaru leta 1599.
Vstaja Hmelnickega skupnosti ni prizadela, trpela pa je med kozaško vstajo leta 1655 in med vojno s Švedsko (1703–1708). Po priključitvi Grodna k Ruskemu imperiju leta 1795 je  judovsko prebivalstvo še naprej raslo. Leta 1907 je bilo od 47.000 meščanov  kar 25.000 Judov.
V času samostojne Poljske je v mestu (Shaar ha-Tora) delovala ješiva pod vodstvom rabina Šimona Škopa. Pred nacistično-sovjetsko invazijo na Poljsko je bilo v Grodnu od 50.000 celotnega prebivalstva približno 25.000 Judov.[mrtva povezava] Po nemški okupaciji mesta 1. novembra 1942 so bili Judje zaprti v dveh getih. 15.000 mož je bilo zaprtih v starem delu mesta, kjer je bila glavna sinagoga. Okoli geta je bil zgrajen dva metra visok zid. Drugi geto  z 10.000 Judi se je nahajal mestni četrti Slovodka. Za vodjo judenrata je bil imenovan dr. Braur (ali Brawer), ravnatelj šole, ki je to dolžnost opravljal do svoje usmrtitve februarja 1943 med zbiranjem za deportacijo v koncentracijsko taborišče Treblinka.
Deportacije v taborišča smrti so se začele 2. novembra 1942. V pet dneh februarja 1943 je bilo 10.000 Judov poslanih v koncentracijsko taborišče Auschwitz. 13. februarja je bilo 5.000 Judov poslanih v Treblinko. Med deportacijami je bilo ubitih nekaj ljudi, sinagoge pa so bile izropane. Zadnji Judje so bili deportirani marca 1943. Do konca vojne je v getih ostalo samo nekaj Judov. Nekaj jih je preživelo tudi v taboriščih in skrivališčih v okolici mesta. Po vojni so bili vsi preživeli deportirani v Sovjetsko zvezo.
Po vojni je judovska skupnost ponovno oživela. Po razpadu Sovjetske zveze se je večina Judov izselila. Danes je v mestu samo nekaj sto Judov. Večina dejavnosti skupnosti poteka  v glavni sinagogi, ki so jo oblasti vrnile skupnosti v 90. letih dvajsetega stoletja. Vodja skupnosti je rabin Jicak Kaufman.
V spomin na 25.000 Judov iz Grodna, iztrebljenih v holokavstu, je bila na stavbi v Zamkovi ulici, kjer je bil nekoč vhod v geto, vzidana spominska plošča.

## Geografija
Skozi mesto tečejo reke Nemen, Lasosna in Garadničanka s pritokom Jurisdika.

### Podnebje
Podnebje Grodna je po Köppnovi podnebni klasifikaciji opisano kot "Dfb" (celinsko podnebje s toplimi poletji).
| Podnebni podatki za Grodno                                                            | Podnebni podatki za Grodno | Podnebni podatki za Grodno | Podnebni podatki za Grodno | Podnebni podatki za Grodno | Podnebni podatki za Grodno | Podnebni podatki za Grodno | Podnebni podatki za Grodno | Podnebni podatki za Grodno | Podnebni podatki za Grodno | Podnebni podatki za Grodno | Podnebni podatki za Grodno | Podnebni podatki za Grodno | Podnebni podatki za Grodno |
| Mesec                                                                                 | Jan                        | Feb                        | Mar                        | Apr                        | Maj                        | Jun                        | Jul                        | Avg                        | Sep                        | Okt                        | Nov                        | Dec                        | Letno                      |
| ------------------------------------------------------------------------------------- | -------------------------- | -------------------------- | -------------------------- | -------------------------- | -------------------------- | -------------------------- | -------------------------- | -------------------------- | -------------------------- | -------------------------- | -------------------------- | -------------------------- | -------------------------- |
| Rekordno visoka temperatura °C                                                        | 11.8                       | 15.0                       | 22.2                       | 29.2                       | 32.0                       | 34.0                       | 35.7                       | 36.2                       | 32.2                       | 25.2                       | 17.2                       | 12.7                       | 36.2                       |
| Povprečna visoka temperatura °C                                                       | −1.1                       | −0.2                       | 4.9                        | 12.9                       | 19.0                       | 21.5                       | 23.9                       | 23.4                       | 17.5                       | 11.3                       | 4.2                        | −0.1                       | 11.4                       |
| Povprečna dnevna temperatura °C                                                       | −3.5                       | −3.2                       | 0.8                        | 7.2                        | 13.1                       | 15.8                       | 18.2                       | 17.4                       | 12.4                       | 7.1                        | 1.8                        | −2.2                       | 7.1                        |
| Povprečna nizka temperatura °C                                                        | −5.8                       | −5.7                       | −2.5                       | 2.5                        | 7.5                        | 10.6                       | 12.7                       | 12.0                       | 8.1                        | 3.8                        | −0.4                       | −4.4                       | 3.2                        |
| Rekordno nizka temperatura °C                                                         | −33.7                      | −36.1                      | −26.9                      | −9.3                       | −6.0                       | −0.7                       | 3.0                        | −1.4                       | −4.3                       | −13.5                      | −19.8                      | −31.6                      | −36.1                      |
| Povprečna količina padavin mm                                                         | 34                         | 29                         | 32                         | 33                         | 55                         | 66                         | 75                         | 57                         | 52                         | 36                         | 42                         | 41                         | 552                        |
| Povp. št. deževnih dni                                                                | 10                         | 7                          | 10                         | 12                         | 15                         | 15                         | 15                         | 13                         | 14                         | 14                         | 13                         | 11                         | 149                        |
| Povp. št. sneženih dni                                                                | 16                         | 17                         | 11                         | 3                          | 0.1                        | 0                          | 0                          | 0                          | 0.03                       | 1                          | 8                          | 15                         | 71                         |
| Povprečna relativna vlažnost (%)                                                      | 87                         | 85                         | 80                         | 72                         | 71                         | 74                         | 74                         | 74                         | 81                         | 85                         | 89                         | 89                         | 80                         |
| Povp. št. sončnih ur                                                                  | 39                         | 59                         | 140                        | 177                        | 235                        | 261                        | 262                        | 240                        | 174                        | 94                         | 38                         | 29                         | 1.748                      |
| % možne sončnosti                                                                     | 16                         | 22                         | 38                         | 42                         | 48                         | 52                         | 51                         | 52                         | 46                         | 29                         | 15                         | 13                         | 39                         |
| Vir 1: Pogoda.ru.net                                                                  |                            |                            |                            |                            |                            |                            |                            |                            |                            |                            |                            |                            |                            |
| Vir 2: Belarus Department of Hydrometeorology (sun data from 1948–1949 and 1951–1984) |                            |                            |                            |                            |                            |                            |                            |                            |                            |                            |                            |                            |                            |

## Prebivalstvo
| 1979    | 1989    | 1999    | 2009    | 2012    | 2015    | 2019    |
| ------- | ------- | ------- | ------- | ------- | ------- | ------- |
| 194.775 | 270.535 | 270.535 | 327.540 | 346.601 | 362.895 | 373.547 |

## Arhitektura
Načrtovano je bilo, da bo nad mestom dominiral Stari grad Grodno, ki ga je prvi zgradil v kamnu veliki vojvoda Vitold Veliki in temeljito prezidal v renesančnem slogu Scotto iz Parme po naročilu Stefana Batoryja, ki je grad postavil za svojo glavno rezidenco. Batory je umrl v tej palači sedem let pozneje (decembra 1586) in je bil prvotno pokopan v Grodnu. (Njegova obdukcija je bila tam prva v vzhodni Evropi.) Po njegovi smrti je bil grad večkrat spremenjen, čeprav je kamniti ločni most iz 17. stoletja, ki ga povezuje z mestom, še vedno ohranjen. Poljski monarhi Wettinci niso bili zadovoljni s staro rezidenco in so naročili Matthäusu Danielu Pöppelmannu, da načrtuje Novi grad Grodno, katerega nekoč razkošna baročna notranjost je bila uničena med drugo svetovno vojno.

### Srednji vek
Najstarejša ohranjena stavba v Grodnu je Cerkev svetega Borisa in Gleba (belorusko: Каложская царква). To je edini ohranjeni spomenik starodavne črnorusinske arhitekture, ki se od drugih pravoslavnih cerkva razlikuje po bogati uporabi večbarvnih fasetiranih kamnov modrega, zelenega ali rdečega odtenka, ki jih je bilo mogoče razporediti v križe ali druge figure na steni.
Cerkev je bila zgrajena pred letom 1183 in je nedotaknjena preživela do leta 1853, ko se je zaradi nevarne lege na visokem bregu Nemana zrušila južna stena. Med restavratorskimi deli so v apsidah odkrili nekaj fragmentov fresk iz 12. stoletja. V Grodnu in Vaŭkavisku so odkrili ostanke štirih drugih cerkva v istem slogu, okrašenih z vrči in barvnimi kamni namesto s freskami. Vsi segajo v prelom 13. stoletja, prav tako tudi ostanki prve kamnite palače na Starem gradu.

### Barok
Stolnica svetega Frančiška Ksaverija stoji na Batorijevem trgu (zdaj: Sovjetski trg). Stolnica je bila do leta 1773 jezuitska cerkev. Ta primerek visoke baročne arhitekture, ki presega 50 metrov višine, so začeli graditi leta 1678. Zaradi vojn, ki so takrat pretresale Poljsko in Litvo, je bila stolnica posvečena šele 27 let pozneje, v navzočnosti Petra Velikega in Avgusta Močnega. Njene poznobaročne freske so bile izvedene leta 1752.
V obsežnem posestvu bernardinskega samostana (1602–18), prenovljenega v letih 1680 in 1738, so prikazani vsi slogi, ki so cveteli v 17. stoletju, od gotike do baroka. Notranjost velja za mojstrovino tako imenovanega vilenskega baroka. Druge samostanske ustanove so stari frančiškanski samostan (1635), bazilijanski samostan (1720–51, Giuseppe Fontana III.), cerkev Brigitskega ksamostana (1642, ena najzgodnejših baročnih stavb v regiji) z lesenim dvonadstropnim dormitorijem (1630-ta), ki še vedno stoji na tem območju in stavbe dominikanskega samostana iz 18. stol. (njegova stolnica je bila porušena 1874).
Druge znamenitosti v Grodnu vključujejo pravoslavno cerkev, večbarvno ekstravaganco ruskega preporoda iz leta 1904; botanični vrt, prvi v deželi Poljski in Litvi, ustanovljen leta 1774; nenavadno ukrivljena stavba na osrednjem trgu (1780), 254 metrov visok televizijski stolp (1984) in Stanisławów, poletna rezidenca zadnjega poljskega kralja.

## Pobratena mesta
- Alytus, Litva
- Aškelon, Izrael
- Čeboksari, Rusija
- Druskininkai, Litva
- Dzeržinsk, Rusija
- Himki, Rusija
- Kraljevo, Serbia
- Lazdijai, Litva
- Limoges, Francija
- Minden, Nemčija
- Qabala, Azerbajdžan
- Rancho Cordova, Kalifornija
- Šučkino (Moskva), Rusija
- Tambov, Rusija
- Tuapsinski, Rusija
- Vologda, Rusija
- Žilina, Slovaška

Bivša pobratena mesta:
- Augustów, Poljska[22]
- Białystok, Poljska[23]
- Słupsk, Poljska[24]

Marca 2022 so poljska mesta Augustów, Białystok in Słupsk prekinila svoje partnerstvo z Grodnim zaradi beloruske udeležbe v ruski invaziji na Ukrajino.